# Xelnêrê
Xelnêrê är en by i distriktet Afrin som hade 800 invånare (2004). I Xelnêrê har varje familj ett underjordiskt skyddsrum för att skydda sig för krig. Xelnêrê är en by som är 300 till 350 år gammal.